# Rhysida longipes
Rhysida longipes är en mångfotingart som först beskrevs av Newport 1845.  Rhysida longipes ingår i släktet Rhysida och familjen Scolopendridae.

## Underarter
Arten delas in i följande underarter:
- R. l. afghanistana
- R. l. malayica
- R. l. simplicior